# Lyne Cumia
 (août 2018).
Si vous disposez d'ouvrages ou d'articles de référence ou si vous connaissez des sites web de qualité traitant du thème abordé ici, merci de compléter l'article en donnant les références utiles à sa vérifiabilité et en les liant à la section « Notes et références ».
Lyne Cumia est une chanteuse classique française, née le 3 décembre 1919 à Gavarnie (Hautes-Pyrénées) et morte le 28 février 2014 dans cette même ville.
La carrière de cette soprano aux aigus brillants et à la voix noble se déroula pendant une trentaine d'années dans la plupart des grands théâtres lyriques français (Capitole de Toulouse, Opéra de Marseille, Grand Théâtre de Bordeaux, Opéra de Nice, Opéra de Strasbourg, Opéra de Lyon...) et étrangers (Opéra d'Alger, Opéra de Verviers...).
Membre de la troupe de l'Opéra Garnier et de l'Opéra-Comique (RTLN), elle s'illustra dans tous les grands rôles de soprano. Sa tessiture étendue et son timbre rond lui permirent d'aborder plus particulièrement les rôles de Madame Butterfly, Tosca, Louise, Marguerite (Faust), Mimi (La Bohème), Thaïs, Salomé (Hérodiade), Desdemone (Othello), Mathilde (Guillaume Tell), Antonia (Les Contes d'Hoffmann), Émilie (Les Indes galantes), Aida...

## Biographie
Alors qu'elle se destinait à l'enseignement et après avoir exercé pendant deux années le professorat, Lyne Cumia s'orienta vers le secrétariat. Passionnée de musique et aimant chanter elle s'inscrivit dans une chorale tarbaise. Le chef de chœur entendant son timbre naturel avec une saine émission vocale lui conseilla vivement de travailler le chant afin de parfaire sa voix. Suivant ces conseils, elle s'inscrit au conservatoire de Tarbes dans la  classe de chant où elle obtient très rapidement un 1er prix de chant et déclamation. Décidant de continuer à chanter et sur les conseils du directeur du Conservatoire de Tarbes, elle part au Conservatoire de Toulouse. Ses nouveaux professeurs, Madame Billa-Azéma et M. Louis Nègre, l'inscrivirent au Concours international "Euphonia" où elle remporta un 1er prix.
Le directeur du Capitole de Toulouse l'ayant entendue, il lui fait faire ses débuts sur scène et l'engage en troupe durant deux saisons. Sa carrière se développa et elle put chanter sur la plupart des scènes françaises.
Engagée dans la troupe de la RTLN, elle débute sur la scène de l'Opéra Garnier le 16 octobre 1955 dans le rôle de Marguerite de Faust.
Après son départ de la troupe de la RTLN, elle continuera sa carrière dans la plupart des théâtres français de province et se consacra à l'enseignement du chant au Conservatoire de musique de la ville de Perpignan.
Elle créera La Passion de Paul Bastide.
Elle décède le 28 février 2014 à Gavarnie.

## Carrière

### Années 1940
- 14 et 22 octobre 1949 : Faust (Marguerite). Direction musicale : André Lhéry. Mise en scène : O. Guichard. Chorégraphie : Géo Stone - Opéra de Marseille

### Années 1950
- 18 mars 1951 : Faust (Marguerite). Direction musicale : Pierre Cruchon - Opéra de Marseille
- 4 décembre 1952 : Mireille (rôle titre) - Opéra de Verviers
- 20, 21 février 1954 : Fortunio (Jacqueline). Direction musicale : Jean Trik. Mise en scène : O. Guichard - Opéra de Marseille
- 30 avril 1955 : Madame Butterfly (rôle titre). Direction musicale : Diot - Opéra d'Avignon
- 16 octobre 1955 : Faust (Marguerite). Direction musicale : André Cluytens - Opéra Garnier
- 2 mars 1956 : Faust (Marguerite). Direction musicale : Jean Trik - Opéra de Marseille
- 22 juin 1956 : Faust (Marguerite). Direction musicale : Pierre Dervaux - Opéra de Paris
- 4 octobre 1956 : Faust (Marguerite). Direction musicale : André Lhéry - Opéra d'Avignon
- 19 janvier, 3 février 1957 : Don Giovanni (Elvira). Direction musicale : Louis Fourestier - Opéra Garnier
- 12 mars 1957 : Faust (Marguerite). Direction musicale : H. Lenaert - Opéra d'Anvers
- 23 mai 1958 : Dialogues des carmélites (Blanche). Direction musicale : Pierre Dervaux - Opéra de Paris
- 9 juillet 1958 : Faust (Marguerite) - Opéra de Paris
- 23 mars 1959 : Faust (Marguerite) - Opéra de Paris

### Années 1960
- 14 janvier 1960 : Faust (Marguerite). Direction musicale : André Lhéry - Opéra d'Avignon
- 11 novembre 1960 : Aida (rôle titre). Direction musicale  : Jean Brebion - Opéra d'Alger
- 2 mars 1961 : Faust (Marguerite). Direction musicale : Lapierre - Opéra de Rennes
- 15 mars 1961 : Guillaume Tell (Mathilde). Direction musicale : Georges Vernet - Opéra de Nîmes
- 29 mars 1961 : Le Roi d'Ys (Rozenn) - Opéra de Nantes
- 8, 14, 16 avril 1961 : Faust (Marguerite). Direction musicale : Jean Trik - Opéra de Marseille
- 21 octobre 1961 : Hérodiade (Salomé) - Opéra d'Alger
- 28 octobre 1961 : Faust (Marguerite). Direction musicale : Jean Brebion - Opéra d'Alger
- 16 novembre 1961 : Hérodiade (Salomé) - Opéra de Lille
- 26 janvier 1962 : Cavalleria Rusticana (Santuzza) - Opéra d'Avignon
- 27 février 1962 : Tosca (rôle titre) - Firminy
- 12 mai 1962 : Gala du Stalg VII. Concert Récital avec Tony Poncet, Henry Peyrottes. Salle de l'Alhambra à Bordeaux
- 17, 21 octobre 1962 : Guillaume Tell (Mathilde). Direction musicale : Juzeau - Opéra de Nantes
- 22, 24 février 1963 : Guillaume Tell (Mathilde). Direction musicale : Jacques Pernoo - Opéra de Bordeaux
- 26 mars 1963 : Concert récital avec Tony Poncet, René Bianco - Théâtre de Firminy
- 18, 19 décembre 1964 : Guillaume Tell (Mathilde). Direction musicale : Jean Brebion - Opéra de Limoges
- 2, 4 avril 1965 : Aida (rôle titre). Direction musicale : Francis Cébron - Opéra de Rouen
- 2 décembre 1965 : Faust (Marguerite) - Opéra d'Avignon
- 14, 16 janvier 1966 : Paillasse (Nedda). Direction musicale : Etienne Begou - Grenoble
- 10, 11 décembre 1966 : Aida (rôle titre) - Opéra de Liège
- 23 mars 1967 : La Bohème (Mimi) - Opéra de Limoges

## Enregistrements
- Charles Lecocq : la Fille de Madame Angot, avec Henri Legay, Claudine Collart, Robert Lilty, Jacques Charon. Direction musicale : Jésus Etcheverry - 1 disque 33T - Philips 4422392 - 1957
- Robert Planquette : les Cloches de Corneville, avec Janine Ribot, Julien Haas, René Coulon, Fernand Ledoux, Robert Rocca. Direction musicale : Jésus Etcheverry - Philips - 1957
- Giacomo Puccini : la Bohème, avec Alain Vanzo, Renée Doria, Robert Massard. Direction musicale : Erasmo Ghiglia - 1 Disque 33T - 1960
- Giacomo Puccini : Madame Butterfly (rôle titre), avec Alain Vanzo, Elise Kahn, René Bianco. Direction musicale : Erasmo Ghihlia - Vogue 2131 A/B
- Louis Varney : les Mousquetaires au couvent, avec Renée Doria, Mi hel Hamel - Philips 4422402